# Cédric Liabeuf
Cédric Liabeuf (* 5. August 1979 in Châteaurenard) ist ein französischer Fußballspieler.

## Karriere
In seiner Jugend spielte Liabeuf zuerst bei einem Verein aus Graveson, bis er 1988 in eine regionale Jugendauswahl aus Avignon aufgenommen wurde. 1994 wechselte er in die Jugend des Profiklubs AJ Auxerre und wurde von 1997 an unregelmäßig für die Reservemannschaft eingesetzt, mit der er 1999 französischer Amateurmeister wurde. Weil ihm bei Auxerre jedoch nicht der Sprung ins Profiteam gelang, wechselte er 2000 zum Viertligisten SO Romorantin, wo er ein Jahr lang Stammspieler war, ehe er 2001 beim Drittligisten Stade Reims unterschrieb. Mit Reims gelang ihm 2002 der Aufstieg in die zweite Liga und in dessen Folge am 2. August 2002 beim 1:3 im Zweitligaspiel gegen den FC Lorient sein Profidebüt. Liabeuf war auch in der zweithöchsten französischen Spielklasse ein Teil der Stammelf und schaffte 2003 mit seinem Wechsel zum Le Mans UC den Sprung in die erste Liga. 
Anders als zuvor in Reims setzte der Trainer nicht derart auf ihn und der Spieler bestritt lediglich zwölf Erstligapartien, bis er 2004 mit der Mannschaft abstieg. Nach dem Abstieg konnte er sich weiterhin nicht durchsetzen, sodass er Le Mans 2005 den Rücken kehrte und zum Zweitligakonkurrenten Stade Brest wechselte, wo er wieder zu den Leistungsträgern zählte. Mit seinem Wechsel zu EA Guingamp 2007, wofür eine Ablösesumme in Höhe von 150.000 Euro gezahlt wurde, verblieb er zwar in der zweiten Liga, büßte diese Position aber ein. Dennoch konnte er mit dem Team einen bedeutenden Erfolg feiern, als er 2009 die Coupe de France gewann, auch wenn er im Finale nicht eingesetzt worden war. Im selben Jahr unterschrieb er beim Zweitligisten OC Vannes, der nach Brest und Guingamp seine dritte bretonische Station in Folge darstellte. Obwohl er zu den Stammspielern zählte, wurde sein Vertrag am Ende der Saison 2009/10 nicht verlängert. Liabeuf war ein halbes Jahr vereinslos, ehe er im Januar 2011 im Drittligisten SR Colmar einen neuen Arbeitgeber fand. Bei Colmar nahm er einen festen Stammplatz ein, bis sein Vertrag im Oktober 2013 aufgelöst wurde. Im Folgemonat war es mit der ES Uzès Pont du Gard ein ebenfalls drittklassig antretender Verein, der ihn in seinen Kader aufnahm. Im Trikot von Uzès war er allerdings kein unumstrittener Stammspieler und musste 2014 überdies den Abstieg in die Viertklassigkeit hinnehmen.
Im Anschluss an den Abstieg mit Uzès beendete der damals 34-Jährige nach zwölf Erst- (kein Tor), 179 Zweit- (23 Tore) und 137 Drittligapartien (14 Tore) seine Laufbahn auf nationaler Ebene und wechselte zum Sechstligisten FC Bagnols-Pont.